# Jang Jang (1976)
Jang Jang (ve zjednodušené čínštině: 杨扬; v tradiční čínštině: 楊揚; v anglickém přepise: Yang Yang; * 24. srpna 1976, Ťia-mu-s’) je bývalá čínská závodnice v short tracku, jedna z nejúspěšnějších představitelek tohoto sportu v historii.
Je držitelkou pěti olympijských medailí. Tři jsou individuální: zlato ze závodu na 500 a 1000 metrů na olympiádě v Salt Lake City roku 2002 a bronz z kilometrového závodu na hrách v Turíně roku 2006. Krom toho má dvě stříbra ze štafet - ze Salt Lake City a z Nagana roku 1998. Získala historicky první zlatou medaili pro Čínu ze zimních olympijských her. Je rovněž šestinásobnou celkovou mistryní světa, všechny tyto tituly získala v řadě v letech 1997 až 2002. Někdy bývá zaměňována se stejnojmennou kolegyní Jang Jang, narozenou v roce 1977, která závodila ve stejné době a je rovněž držitelkou pěti olympijských medailí. Někdy byla z tohoto důvodu též označována jako Jang Jang (A). V roce 2010 byla zvolena do Mezinárodního olympijského výboru a do vedení Světové antidopingové agentury.